# Bøvling Klit
Bøvling Klit eller Nordre Torsmindetange er en 10 km lang smal landtange, der adskiller den nordlige del af Nissum Fjord,  Bøvling Fjord, fra Nordsøen. Tangen, der er mellem ca. 200 og 1000 meter bred og 6-7 m høj, består af  stranden, et smalt klit/dige, der konstant må holdes vedlige for at hindre havet i at bryde igennem til fjorden,  og strandenge  ind mod fjorden.
Bøvling Klit  er en del af Natura 2000-område nr. 65 Nissum Fjord og indgår i en naturfredning fra  1984, der omfatter arealer nord og syd for Thorsminde på ca. 655 ha. Fredningen tilsigter at beskytte områdets fugleliv og blev etableret for at standse landvindingsprojekter i Bøvling Fjord 
Fugleværnsfonden erhvervede i 1979  6,5 hektar som indgår i den fællesgræsning, der er etableret ved Bøvling Klit.